# وادي التتار
وادي التتار (بالعبرية: נחל לוטם-ناحل لوطِم‏) هو وادٍ ينحدر على المنحدر الغربي لجبل الكرمل. ينبع من حديقة الأم، في حيفا، ويتدفق باتجاه الشمال الغربي. يبلغ طوله حوالي 3 كيلومترات.

## الوصف العام
ينبع الجدول جنوب حديقة الحيوانات التعليمية في حيفا، وشمال الفرع المركزي لمدرسة ريئالي قرب المسرح داخل حدود حديقة الأم في حيفا. يفصل الجدول حي الكرمل الغربي عن حي الكرمل الفرنسي، ويصب في البحر الأبيض المتوسط في منطقة تل السمك (بارك هخت). يتميز الجزء العلوي من الجدول بوادي شديد الانحدار، بينما يتميز الجزء السفلي بانحدار أكثر انبساطًا ويمر بالقرب من حيي الشاطئ وباب الوادي. يتصل وادي التتار بوادي الشيخ (بالعبرية: נחל תשבי-ناحل تِشْبي‏) قبل أن يتجه غربًا.
على طول مجرى النهر يمتد مسار للمشي للمتنزهين يبدأ عند حديقة الام وينتهي عند حديقة أوفيرا نافون في حي باب الوادي (بالقرب من مستشفى 10). يوجد طريق آخر للوصول إلى النهر سيرًا على الأقدام في شارع البحر بالقرب من المنزل رقم 102 في حي الكرمل الغربي.

## النباتات والحيوانات

### النباتات
تتميز نباتات وادي التتار بتنوعها النباتي الكبير. وقد أحصى مسحٌ أجرته جمعية حماية الطبيعة في وادي التتار 61 نوعًا مختلفًا من النباتات، بعضها محمي، وبعضها مزروع، وبعضها غازي. فيما يلي قائمة جزئية بها:
النباتات المحمية - صنوبر حلبي، بطم فلسطيني، البلوط الفلسطيني، نبق متبادل الأوراق، زيتون، زنبق صغير، عشبة العقدة الجبلية، عنصل بحري، خروب، عسلة توسكانية، مريمية يونانية، نرجس شائع، عنبر، لحلاح ستيفن، خزامى بحرية متموجة، الغار، صعتر بري، قطلب عثكولي، بخور مريم فارسي.
النباتات غير المحمية ولكنها تنمو بشكل طبيعي - بطم عدسي، هليون، النبق القدسي، خطمية هلبية، أقحوان تاجي، بلان، سذاب حلبي، قندول شعري، قريضة.
النباتات المزروعة - صنوبر ثمري، كينا، سرو متوسطي، شجرة اللبلاب، جرجير، تيبوانا تيبو، كف مريم، تين.
النباتات الغازية - أزدرخت شائع، عشبة العقدة الجبلية، أقصليس ماعزي، تبغ أزرق، طيون دبق، كبوسين كبير، لانتانا مقوسة، فلفل برازيلي، باركنسونية حادة، خروع، سنط صفصافي.
هناك فرق واضح بين المنحدرين في الوادي من حيث النباتات، فالمنحدر الجنوبي أكثر تعرضاً لأشعة الشمس طوال العام مقارنة بالمنحدر الشمالي، وبالتالي يتميز بغطاء نباتي أقل بكثير.

### الحيوانات
تتألف حيوانات وادي التتار من أنواع عديدة من المفصليات والطيور والثدييات. تُشكل الطيور المغردة غالبية الطيور في النهر، ولكن يُمكن أيضًا مشاهدة الجوارح النهارية والحمام. فيما يلي قائمة بالطيور في وادي التتار، مُرتبة حسب السلسلة:
• الطيور المغردة - أبو الحناء الأوروبي، قليعي أوروبي، عصفور دوري، نمنمة، زاغ مقنع، شفشافة، شرشور العصافة المألوف، فصية رشيقة، سمنة مطربة، الشحرور، خضير أوربي، ذعرة، والغراب.
• الحمام - حمام مستأنس، فاختة النخيل، يمام مطوق أوراسي.
• الجوارح النهارية - عوسق شائع، باشق أوراسي، حميمق معروف.
وفي الوقت نفسه، رصد أنواع أخرى من الطيور الغازية مثل طائر الدرة والمينة الشائعة.
من بين الثدييات الموجودة في النهر خنزير بري، وفأر الحقل الشرقي ذو الأسنان العريضة، وقنفذ، وثعلب، ووبر صخري، وشيهم متوج هندي، وابن آوى الذهبي. وفي الماضي، رُصد أيضًا وجود غرير أوروبي في النهر.

## المواقع ذات الأهمية
فيما يلي عدد من المواقع ذات الأهمية التي يمكن العثور عليها على طول وادي التتار:
محطة الضخ- مبنى شيد في الخمسينيات من القرن العشرين بهدف ضخ المياه إلى الجزء العلوي من وادي التتار من أجل إنشاء حديقة حضرية. لا يزال مبنى المحطة قائمًا في الموقع، بالإضافة إلى بقايا سدٍّ شكّل بركة صغيرة.
قمين الجير- حفرة كانت تستخدم لإنتاج الجير حتى بداية القرن العشرين.
غابة الغار- غابة طبيعية متشابكة مع مجموعة طويلة من أشجار الغار.
بستان الزيتون- بستان قديم ومدرجات على الضفة الجنوبية للجدول، بالقرب من تقاطع الممر المؤدي إلى وصول إضافي من طريق البحر رقم 102.
الكهف - كهف كارستي محفور في الصخر، ربما يعود تاريخه إلى العصر البيزنطي، ويقع على الضفة الشمالية للجدول بالقرب من حديقة عوفيرا نافون.

## الحفاظ على الطبيعة
مثل باقي الأودية الخضراء في حيفا، يتمتع وادي التتار بوضع محمي بموجب قانون بلدية حيفا المتعلق بالمناطق العامة المفتوحة، والذي يحظر البناء في منطقته. ورغم هذا الوضع، لا يحظى الوادي بالحماية أو الإشراف كمحمية طبيعية، وقد أُهمل لسنوات طويلة. صُرف في جزئه العلوي مياه الصرف الصحي، وتراكمت النفايات المجمعة من الأحياء المجاورة على طوله. ولم يبدأ فرع حيفا لجمعية حماية الطبيعة بتنظيف شامل للوادي إلا  عام 2000، حرصًا على راحة الزوار. ولا تزال العناصر الطبيعية للوادي تعاني من أضرار جسيمة بسبب النباتات الغازية، لا سيما في جزئه العلوي، ولكن أيضًا في أجزاء أخرى: فقد انتشرت أشجار أيلنط باسق المزروعة في منطقة مدرسة ريئالي العبرية، بالقرب من منبع الوادي، في مجرى النهر واستوطنت جزئه العلوي. وعلى طول مجرى النهر، استقرت أشجار باركنسونيا، والكافور، وسنت كحاليا، ووردة الذيب، وقبعة الراهب في قاعه. وصلت معظم هذه الأنواع إلى النهر من حدائق الأحياء المجاورة. ونتيجةً لذلك، تعكس النباتات في جزء كبير من النهر أسلوب البستنة الصناعي المُتبع في أحياء المدينة، في مكانٍ يُحافظ على النباتات المتوسطية الطبيعية في الكرمل.